# Rhytidoponera mimica
Rhytidoponera mimica é uma espécie de formiga do gênero Rhytidoponera.